# Critérios de Ranson
Os critérios de Ranson são regras para predizer a gravidade de uma pancreatite aguda. Elas foram introduzido em 1974 pelo cirurgião inglês John Ranson (1938–1995).

## Uso
Para pancreatite sem litíase biliar, os parâmetros são:
Na admissão:
1. Idade maior a 55 anos
2. Leucócitos maior a 16000 células/mm3
3. Glicemia maior a 11 mmol/L (> 200 mg/dL)
4. AST/TGO sérico maior a 250 UI/L
5. LDH sérico maior a 350 UI/L

Dentro de 48 horas:
1. Calcemia maior a 2.0 mmol/L (< 8.0 mg/dL)
2. Redução de 10% do hematócrito
3. Oxigênio (hipoxemia PaO2 < 60 mm hg)
4. Uremia (BUN) aumentando 1,8 ou mais mmol/L (5 ou mais mg/dL) após hidratação
5. Déficit de bases maior a 4 mEq/L (alcalose)
6. Sequestro de fluidos maior a 6 L

Para a designação de pontos basta que o critério seja alcançado em qualquer momento durante o período de 48 horas após a admissão.
Os mnemônicos GLIAL (Glicemia, LDH, Idade, AST e Leucocitose) e BUCHOS (Base, Uremia, Cálcio, Hematócrito, Oxigênio, Sequestro) podem ajudar a lembrar esses critérios.
Para pancreatite com litíase biliar, os parâmetros são:
Na admissão:
1. Idade > 70 anos
2. Leucócitos > 18000 células/mm3
3. Glicemia > 12.2 mmol/L (> 220 mg/dL)
4. AST > 250 UI/L
5. LDH > 400 UI/L

Dentro de 48 horas:
1. Calcemia < 2.0 mmol/L (< 8.0 mg/dL)
2. Queda do hematócrito > 10%
3. Oxigênio (hipoxemia PaO2 < 60 mm hg)
4. Uremia (BUN) cresceu 0,7 ou mais mmol/L (2 ou mais mg/dL) após líquidos de hidratação
5. Base de déficit de negativa ( excesso de base) > 5 mEq/L
6. Sequestro de fluidos > 4 L

## Alternativas
A gravidade de uma pancreatite também pode ser avaliada por:
- Escore de APACHE II ≥ 8
- Falha de órgão
- Necrose pancreática maior a 30% em uma tomografia com contraste

## Interpretação
- Se o score ≥ 3, a pancreatite é grave.
- Se o score < 3, a pancreatite não é grave.

Mortalidade:
- Pontuação 0 a 2 : 2% de mortalidade
- Pontuação de 3 a 4 : 15% de mortalidade
- Pontuação de 5 a 6 : 40% de mortalidade
- Pontuação de 7 a 8 : 100% de mortalidade